# Pongalo
Pongalo fue un servicio hispano de vídeo bajo demanda inicialmente propiedad Empresas 1BC, y posteriormente de VIX, el cual ofrecía acceso a programas televisivos bajo una suscripción paga mensual. La plataforma además ejecuta tres servicios de video bajo demanda (AVOD) con publicidad: NovelaClub, Pongalo TV y Moovimex.

## Historia
Póngalo fue fundada en 2014, bajo el nombre Latin Everywhere, en Los Ángeles por Rich Hull, quien construyó una red de 40 proveedores, incluidos RCTV en Venezuela, Carolco, Columbia y Revolution Studios, y contando con el apoyo de Canyon Creek Capital,Carlyle Group, Digital Bridge Holdings y 500 Startups.
En 2015 se realiza el lanzamiento del servicio para todos los países de América Latina, a la par se realiza la adquisición de Inmoo, un servicio para ver películas independientes.
En noviembre de 2016 se realiza el lanzamiento de la aplicación movil.En enero de 201, se7 empiezan a ofrecer la opción de suscripción a través de Amazon Channels.
Para 2019, Pongalo superaba los mil millones de minutos transmitidos en sus servicios AVOD. En agosto de 2019 la plataforma fue adquirida por el medio digital independiente VIX.
En abril de 2020 los contenidos de Póngalo se trasladaron al catálogo VIX, mientras que en Venezuela migraban a un servicio de RCTV. También se realizó la clausura de los canales de YouTube, Póngalo Network.
El 1 de febrero de 2021, Univision Communications anunció la adquisición de VIX para impulsar su propia plataforma en los Estados Unidos, orientado al público hispanoparlante.